# Dušan Kovačević
Pour les articles homonymes, voir Kovačević.
Dušan Kovačević (en serbe cyrillique : Душан Ковачевић ; se prononce Douchane Kovatchévitch ; né le 12 juillet 1948 à Mrđenovac) est un écrivain, dramaturge, scénariste et diplomate serbe. Il est membre de l'Académie serbe des sciences et des arts.

## Biographie
Kovačević étudia au lycée de Novi Sad, puis reçut un diplôme de la Faculté des arts dramatiques de l'université des arts de Belgrade en 1973. À sa sortie de l'université et pendant 5 ans, il travailla comme dramaturge pour TV Beograd, la télévision de la ville de Belgrade. Entre 1986 et 1988, il dirigea la Faculté des arts dramatiques. Depuis 1998, Kovačević est le directeur artistique du Zvezdara teatar (théâtre étoilé). En 2003, il réalisa son premier film (basé sur sa pièce) Profesionalac (Le Professionnel).
Ses écrits sont très populaires en Serbie et Kovačević devient membre correspondant de l'Académie serbe des sciences et des arts en 2000 puis membre de plein droit en 2009. Peu de pièces de Kovačević ont été traduites en français et ses œuvres ne sont disponibles au public anglophone que depuis le milieu des années 1990.
Kovačević a écrit, à partir de sa pièce Proleće u januaru (Printemps en janvier), le scénario du film Underground réalisé par Emir Kusturica. Underground a remporté la Palme d'or au Festival de Cannes 1995.
À partir du Professionnel, pièce écrite en 1990, l'écriture de Kovačević abandonne le réalisme et se tourne vers l'absurde.
Kovačević se décrit comme royaliste, soutenant le retour des Karađorđević sur le trône de Serbie. Il fait partie du conseil de la Couronne d'Aleksandar Karađorđević. De juin 2005 à octobre 2006, il a été ambassadeur de Serbie à Lisbonne.

## Œuvres

### Pièces de théâtre
- Radovan Treći - Radovan III (1973)
- Maratonci trče počasni krug - Les marathoniens courent leur tour d'honneur (1973)
- Proleće u januaru (1977)
- Sabirni centar (1982)
- Balkanski špijun (1982)
- Saint George Tue le Dragon (1984)
- Klaustofobicna Komedija  (1987)
- Profesionalac - Le Professionnel (1990)
- Urnebesna Tragedija (1990)
- Lari Tompson, tragedija jedne mladosti (1996)
- Kontejner sa Pet Zvedica (1999)
- Doktor Šuster (2001)

### Scénario de films
- Specijalno vaspitanje (1978)
- Qui chante là-bas ? (Ko to tamo peva)  (1980)
- 1980 : Traitement Spécial (Poseban Tretman), de Goran Paskaljević
- Bila jednom jedna zemlja - Underground (1995)
- The Marathon Family (Maratonci trče počasni krug)  (1982),
- Sabirni centar
- L'Espion des Balkans (Balkanski špijun) (1984)
- Profesionalac
- Saint George Tue le Dragon (2008).

## Récompense
En 1987, Dušan Kovačević a remporté la Statuette de Joakim Vujić décernée par le Knjaževsko-srpski teatar de Kragujevac.